# Golfvereniging Reymerswael
Golfvereniging Reymerswael is een Nederlandse golfclub bij Rilland, gemeente Reimerswaal.
Op 14 februari 2025 werd bekend gemaakt dat Golfbaan Reymerswael te Rilland sinds 1 januari 2025 een nieuwe eigenaar heeft, namelijk Hans Schaap, eigenaar en algemeen directeur van HGE (Hollandsche Golfbaan Exploitatiemaatschappij). HGE heeft de exploitatie van de golfbaan overgenomen van Gideon Hoogstrate.

## De baan
De golfbaan bestaat uit 18 holes. Negen daarvan zijn ontworpen door Joan Dudok van Heel, de andere negen holes zijn van Alan Rijks. 
Hoewel het een polderachtig landschap is, zijn er wat uitlopers van de duinen. Spelers hebben uitzicht over de Westerschelde en het Schelde-Rijn kanaal.
De baan heeft de NGF A-status.